# Contrat innommé en droit français
En droit français, un contrat innommé est un contrat qui n'est pas décrit par le code civil — contrairement au contrat nommé, qui lui, trouve son régime juridique fixé et organisé par ce même code civil. Le contrat innommé est donc une convention inconnue des classifications légales. Comme le contrat nommé, le contrat innommé est présenté à l'article 1105 du Code civil (anciennement article 1107 avant la réforme du droit des contrats par l'ordonnance n• 2016-131 du 10 février 2016).
Un contrat innommé répond aux exigences générales relatives à tous les contrats (le Code civil les décrit comme « soumis à des règles générales »), notamment pour ce qui est du consentement, de la capacité à contracter, du contenu licite et certain de ce dernier.
Au-delà des dispositions générales sus-citées, un contrat innommé « n'est donc pas organisé par la loi ». Ainsi, en cas de lacune dans un contrat innommé, on ne peut avoir recours à des dispositions supplétives du code civil. C'est ici au juge qu'appartient le rôle de procéder par analogie, en rapprochant le contrat innommé litigieux d'un contrat nommé qui lui est proche.
Le plus souvent, les contrats innommés regroupent deux types de contrats :
- les contrats complexes, qui allient plusieurs contrats nommés comme le contrat d'hôtellerie ;
- les contrats sui generis, qui ne se réfèrent à aucun contrat nommé.